# Kremeneț, Rojîșce
Kremeneț (în ucraineană Кременець) este o comună în raionul Rojîșce, regiunea Volînia, Ucraina, formată numai din satul de reședință.

## Demografie
Componența lingvistică a satului Kremeneț
     Ucraineană (99,44%)
     Alte limbi (0,56%)
Conform recensământului din 2001, majoritatea populației satului Kremeneț era vorbitoare de ucraineană (99,44%), existând în minoritate și vorbitori de alte limbi.